# Swimming Pool (film 2003)
Swimming Pool è un film del 2003 diretto da François Ozon.
Thriller francese con protagonisti Ludivine Sagnier e Charlotte Rampling, presentato in concorso al 56º Festival di Cannes.

In Francia è stato paragonato al film La piscina di Jacques Deray con Alain Delon e Romy Schneider.

## Trama
Sarah Morton, una scrittrice inglese di gialli, decide di andare a soggiornare per qualche tempo in Francia, nei pressi di Lacoste in Provenza, nella casa del suo editore per cercare di trarre nuova ispirazione. Ma la tranquillità della scrittrice viene scossa dall'arrivo di una ragazza procace, Julie, figlia dell'editore. La giovane, bella e molto disinvolta, ha diverse avventure sentimentali e questo turba profondamente Sarah, che spesso esce di casa pur di evitare la difficile convivenza. Tuttavia questo cambiamento suggerisce alla scrittrice lo spunto per il suo nuovo libro.

## Riconoscimenti
- 2003 - Festival di Cannes
  - Candidatura Palma d'oro a François Ozon
- 2004 - Premio César
  - Candidatura Miglior attrice protagonista a Charlotte Rampling
  - Candidatura Miglior attrice non protagonista a Ludivine Sagnier
- 2003 - European Film Awards
  - Miglior attrice a Charlotte Rampling
  - Candidatura Miglior film a François Ozon
  - Candidatura Miglior attrice - Premio del pubblico a Charlotte Rampling
  - Candidatura Miglior attrice - Premio del pubblico a Ludivine Sagnier